# Yayu
El yayu es una danza ritual de origen preinca practicada en las provincias de Asunción y Huari, en departamento peruano de Áncash. Su marco musical es provisto por dos músicos con roncadora y pinkullo.

## Atuendos
Conformada por 6 mujeres y 3 hombres. Bailan al son de las cajas y de la flauta. Llevan monteras multicolores, máscaras de badana color-oscuro. En la mano derecha hombres y mujeres llevan el shucshu, un palo largo en cuya punta pende una canastilla llena de cascabeles de bronce. Los llamados Yayu Rima se visten con trajes de seda fina, pañolones a manera de capa, en la cabeza un llamativo sombrero llamado pastorilla, está adornado con flores artificiales y perlas a gargantilla cubierto con un tul fino.